# ムンビョル
ムンビョル（朝: 문별、英: Moonbyul、1992年12月22日 - ）は、韓国の女性歌手、ラッパー、作詞家、作曲家、ラジオパーソナリティ。4人組ガールズグループMAMAMOOのメンバーである。本名はムン・ビョリ。この名前にはお父さんの「星のように輝く人になって欲しい」という願いが込められている。別名であるムーンスター（Moonstar）は、本名のビョリが韓国語で「星」を意味することに由来する。
2018年5月にシングルアルバム『SELFISH』でソロデビュー。2022年8月にメンバーのソラと結成した、MAMAMOO+（ママムプラス）でユニットデビュー。
K-POPの第3世代を代表する女性ラッパーの1人であり、低音の声質と優れたディクション、中性的で独特なリズム感のあるラップが特徴。韓国音楽著作権協会（KOMCA）によると、歴代女性アーティストの中で最多の作詞クレジット数（現時点で115曲）を誇っており、楽曲の制作に深く携わっている作詞家でもある。

## 来歴

### 1992年-2010年: 生い立ち
1992年12月22日、京畿道の富川市に生まれる。幼少期の夢は警察官か先生。
中学3年生の頃、東方神起の公演で『RISING SUN』を見て歌手になることを決心した。その他にも、少女時代（特にテヨン）に憧れてSMアカデミーに通っていた。
この頃からオーディションは11回、契約は3度とMAMAMOOのメンバーの中でも長く練習生生活を耐え抜いてきた。

### 2011年-2014年: デビュー前
現在の事務所に入る前、他の事務所でデビュー寸前の最終ラインアップまで残ったが、最終的には「体重のせい」で落とされた経験がある。本人曰く、この理由でデビューできなかったのが悔しくてそれを機に過酷なダイエットを行い、一ヶ月で60kgから45kgの減量に成功した。
その後、2011年にRBWに入社。メンバーのフィインとは前から面識があり、別の事務所の同じグループで一緒にデビューする準備をしていた。そのデビュー計画ではムンビョルがリーダーでフィインが最年少だったとふたりがインタビューで明かしている。
元々はボーカル担当だったが、MAMAMOOにラッパーが必要だった為、デビューする半年前にRBW代表兼プロデューサーのキム・ドフンの勧めでラッパーポジションに切り替えた。

### 2014年-現在: MAMAMOOとして
2014年6月19日、MAMAMOOのメンバームンビョルとしてデビュー。
グループ内ではパフォーマンス担当でもあり、MAMAMOOのデビューアルバム『Hello』のタイトル曲「Mr.애매모호 (Mr. Ambiguous)」の振り付けとダンスを考えた。
2016年11月25日、MAMAMOOは第37回青龍映画賞の祝賀ステージにて新曲「Decalcomanie」を様々な映画の有名な台詞に歌詞を変えて披露。MAMAMOO名物のアドリブの中でも特に注目を浴びたのがムンビョルが俳優チョン・ウソンに対して歌った「チョン・ウソン、私が一気飲みしたら私と付き合おう」だった。この映像が1日で 150万再生回数を記録するなどインターネット上で素早く広まり、全国で話題になった。おかげでMAMAMOOの知名度も上がり、「Decalcomanie」はMelonをはじめとする韓国の主要音源チャートで逆走を達成し、ヒット曲になった。
2017年6月22日、MAMAMOOの5thミニアルバム『Purple』に、初のソロ曲「구차해(Love & Hate)」が収録された。この曲は、自身が過去に経験した恋愛の実話が元になっており、「気持ちがすれ違う恋人との関係が辛くて、何をしても窮屈だ」といったもどかしい心情が書かれた切ない曲となっている。
2022年8月30日、グループ初となる公式ユニット、MAMAMOO+としてメンバーのソラとユニットデビュー。

2023年3月29日、MAMAMOO+としての初シングルアルバム『ACT 1, SCENE 1』をリリース。「GGBB」と「Chico Malo」のふたつの曲のMVが公開された。

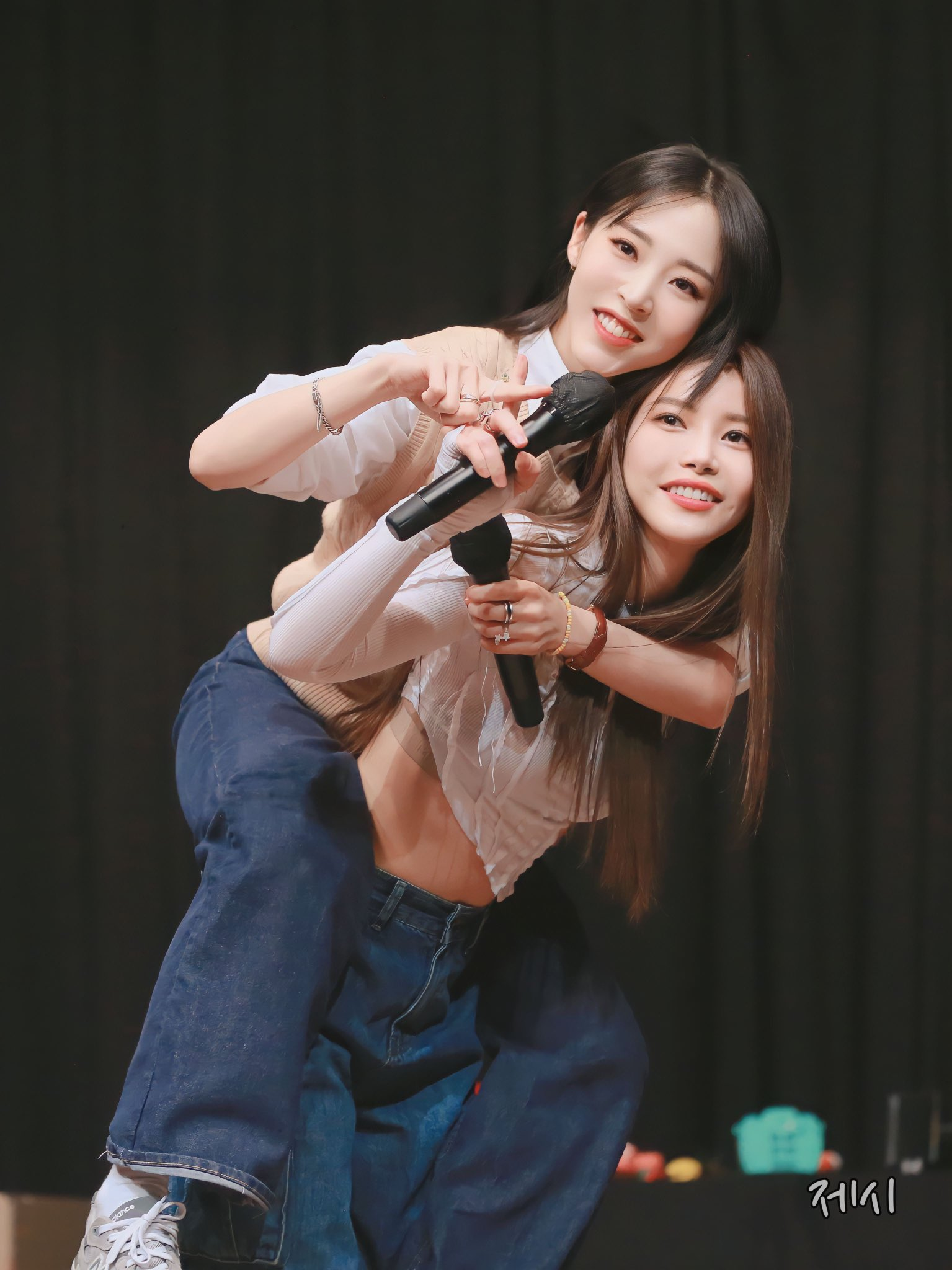
MAMAMOO+のサイン会にて、ソラと（2023年4月）

## ソロ活動

### 2018年-2020年: ソロデビュー、初単独コンサート
2018年5月23日、初のシングルアルバム『SELFISH』でソロデビュー。同名のタイトル曲「SELFISH」には私生活でも仲が良いRed Velvetのスルギがフィーチャリング。
2020年2月14日、ミニアルバム『Dark Side of the Moon』をリリース。発売直後、4カ国のiTunesトップアルバムチャートで1位、さらに全世界10地域でTop5を記録。タイトル曲「Eclipse」がビルボードのワールドデジタルソングセールスに14位でチャートインしたことも話題を呼んだ。発売初日だけで5万9000枚以上の販売高を上げ、強力なアルバムパワーを誇示。これは昨年11月にリリースされたMAMAMOOの2ndスタジオアルバム『reality in BLACK』の初日販売量（5万1500枚余り）を上回る記録だった。これによってムンビョルは、初日の販売数だけで当時のK-POP歴代女性ソロアーティスト初動売上4位に上がる快挙を成し遂げた。最終的に1週間の売上は6万6000枚を超えた。
2020年5月29日、リパッケージアルバム『門OON : REPACKAGE』を発売。タイトル曲として感性的なバラード曲「Absence」を追加したリパッケージアルバムにもかかわらず、約3万7000枚を売り上げた。
2020年5月30日、初の単独コンサート<門OON>を開催。スペシャルゲストとしてメンバーのフィインが登場した。
2020年6月11日、個人のTikTokアカウントを開設。

### 2021年-2022年: 初冠番組、YouTube
2020年7月から韓国の大手企業NAVERの配信サービス『NAVER NOW』が提供するラジオ番組「Avengirls」の週1ラジオパーソナリティに抜擢。高視聴率を得た為、2021年2月から自身の名前を懸けた「스튜디오 문나잇 (Studio Moon Night)」のレギュラー放送が開始。この週3回新たなゲストがプロモーションに訪れる生放送はMAMAMOOメンバー初の単独冠番組となった。番組のロゴソングはムンビョルが自ら作詞作曲した。2022年3月、1周年を迎えた節目でシーズン2にリニューアル。同年5月、韓国消費者フォーラムが主催する「2022ブランド顧客忠誠度大賞」にてラジオDJ部門で大賞を受賞。これは毎年全国消費者調査、専門家評価及び審議を通じて、韓国を代表するブランドを選定するアワードである。
2021年12月20日、誕生日の２日前に自身のYouTubeチャンネル「moonbyul2da」を開設。チャンネル名は「ムンビョリだ」と読み、２は韓国語で「イ」と発音する為、本名と誕生日（1992年12月22日）に多く現れる２の数字を掛け合わせたダジャレである。動画の内容は主に曲カバー、自身の趣味であるキャンプ、様々なスポーツに挑戦する企画など。

### 2022年-現在: 3rdミニアルバム『6equence』、ソロコンサート続編、「2番目の世界」優勝
2022年1月19日、3rdミニアルバム『6equence』を発売。約2年ぶりにリリースした7つの新曲を含む『6equence』は発売直後、全世界20カ国および地域のiTunesトップアルバムチャートで1位を獲得するなど人気の高さを証明した。初動売上は7万枚を達成し、前作『Dark Side of the Moon』の初動売上（6万6000枚）を超えた数値で、自己最高成績を更新した。
2022年3月5〜6日、2度目の単独コンサート<Director's Cut：6equence>を2日間にわたって開催。
2022年4月28日、初挑戦のパンク・ロックジャンルのシングルアルバム『C.I.T.T (Cheese in the Trap)』を発売。1週間の売上は前作『6equence』の初動売上枚数（約7万枚）を大きく上回る10万1004枚を記録し、10万枚以上売り上げたK-POP歴代女性ソロアーティスト6人目となった。
2022年8月〜11月、JTBCのサバイバル番組「2番目の世界」に参加。K-POPを代表するガールズグループのラッパーたちが本格的なボーカル合戦で勝負を繰り広げる番組である。第1ラウンドではDay6の「Congratulations」を自ら編曲した圧倒的なパフォーマンスは2000点で1位を獲得。最終的には“オウムン（どうせ優勝はムンビョル）”という言葉が出るほど、強力な優勝候補として挙げられたムンビョルが、優勝に輝いた。
2022年12月22日、自身の誕生日に、ソロとして６作目のスペシャルシングルアルバム『The Present』を発売。全曲の作詞、作曲に参加して、寒い冬を経て春・夏・秋・冬まで、いつも一緒にいてくれるファンに伝えるメッセージと温かい音楽を収めた。同日にYes24ライブホールで約1000人のファンとファンミーティング式の誕生日パーティ<the happy B-day present>を開催。
2023年2月、JTBCのサバイバルオーディション番組「PEAK TIME」に審査員として加入。

### 日本での活動
2022年8月20日、大阪のNHKホールにて海外で初となる単独コンサート<Director's Cut：Japan Special Live>を開催。
2023年4月29日、大阪の万博記念公園にて開催されたチメクフェスティバルに出演。音楽祭への初の単独出演だった。
2023年7月、MAMAMOO+のユニットとして東京、名古屋、大阪で開催される「WATERBOMB JAPAN 2023」に出演予定。

## 人物
身長163cm、体重45kg、血液型B型、やぎ座、足のサイズは24cm。MBTIはESFP。家族構成は三姉妹の長女で、4歳と12歳離れた妹が二人いる。家族愛が強く、右腕に家族写真のタトゥーを入れている。タトゥーは合計で６ヶ所にあり、それぞれにエピソードや意味が込められている。
本名はムン・ビョリ。かなり珍しい名前だが、生まれた日に父がどんな名前をつけようかと悩みながら空を見上げた時、いつもより多くの星がきらめいていたから、星という意味のビョリと名付けた。キラキラ輝く人になりなさいという意味が込められている。知り合いやファンからは「ビョリ」という愛称で呼ばれることが多い。なお、英語に訳すると彼女の名前は月と星という象徴があり、ラップネームとして「Moonstar（ムーンスター）」を使用している。自分のパートやフィーチャリングの際には「Moonstar」をシグニチャーサウンドとして様々な形で歌詞に入れている。
美少年のような綺麗な顔立ちである為、似ていると言われる人物が全員男性。主にイ・ミンヒョク（BTOB）とシウミン（EXO）が代表的な例だ。
幼い頃に車に轢かれたことがある。家族旅行で干潟に遊びに行った際、飲酒運転をしていたおじいさんのワゴン車に打たれて病院に運ばれた。顎と足首を手術したが、幸いなことに大きな怪我はなかったらしい。
いじめられた経験がある。「高校3年生の時、歌手になりたくて沢山のオーディションを受けていました。そんな中、学校に行くと友達の態度が変わっていて、当時、本当に辛かった。元々親しい子達だったが、凄く酷い悪口を沢山言われたんです。(後で聞いたら)先に夢を探している私の姿が羨ましくていじめをしたらしい」と当時の状況をラジオ番組で打ち明けている。時が流れ、デビューをした後ムンビョルは「仕事の現場で私をいじめた人とばったり会うことに…MAMAMOOのメンバーもいじめの話を知っていたので、メンバー達が1回ずつ彼女を睨んでくれて、何だかとても心強く感じた。“この子達が私の友達よ！”そう思った」という4人の結束力の強さが伝わるエピソードも語った。
練習生になる前、 少女時代のメンバーである テヨンに憧れており、番組内にて、「オーディションもどのように受けるかもわからず、テヨンさんと同じ道を辿り同じアカデミーにも通ったり、少女時代の曲をひたすら練習してました」と語り、本人と対面した際、感極まって涙した。MAMAMOOメンバーもこのことは全く知らなかったという。
練習生の頃、15kgの減量に成功したダイエットは業界の中でも有名な話。その方法は朝昼晩の主食をサツマイモで済ませ、余計な物を食べないために外出と友達に会うのを制限した。それに、真夏でも長袖と厚い服を着たり、たくさん汗を流すように工夫をしながらひたすらダンスの練習に励んだ。
芸能界にファンが多く、女優のイ・ダヒ、2020年東京オリンピック金メダリストであるアーチェリー選手の安山、世界的ダンサー兼振付師のAIKIなど数々の有名人がファンを公言している。さらに、K-POP界では宇宙少女のエクシ、PURPLE KISSのユキやCLASS:yのソンユ、多くの後輩がラッパーとしての憧れだと名前を挙げている。

## 私生活

### 趣味
愛犬家として知られ、４匹の犬を飼っている。3匹はウェルシュ・コーギーの兄妹で、名前は「テバク（大吉）」、「ヘンウン（幸運）」と「コンガン（健康）」。末っ子の「コンガン」とはMBCの「アイドルわんわん選手権」にも一緒に出演し、優勝したことがある。2020年12月、捨て犬として保護施設で預かられていたミックス犬を引き取り、里親になった。韓国ではクレヨンしんちゃんと同名、「チャング」と名付けた。
写真を撮るのが趣味で、一眼レフからフィルムカメラまで多種類のカメラを合計で22台持っている。2019年12月22日、誕生日を記念して個人の写真展「同志」を開催した。
コロナ禍をきっかけにキャンプにも興味を持ち始め、テントを自らピッチングするのが得意でこの作業は心を落ち着かせる効果があるから好きだという。自身のYouTubeチャンネルにて友達やゲストを呼び、キャンピングカーに乗って野外を楽しむ企画も実行。

### 交友関係
人見知りで有名なMAMAMOOの中では、最も社交的な性格の持ち主で、交友関係も広い。
「92クラブ」というアイドル界で1992年生まれのメンバーが所属する男女混合グループの一員。ムンビョル含め、BTSのジン、EXIDのハニ、VIXXのケン、B1A4のサンドゥルとバロで結成された仲良し6人組の集まりである。みんなで一緒にお酒を飲んだり脱出ゲームをして遊ぶのが好きだと番組で明かしている。
事務所を超えてガールズグループのメンバーと交友がある。Red Velvetのスルギ、OH MY GIRLのヒョジョンと「ノルンジャ（卵の黄身）」というグループを結成。元々の名前は「トルンジャ（狂った人達）」という意味だったが、可愛く聞こえるように変えたらしい。特にスルギとはデビュー日が近かい同期であるため、長年の親友である。KBSで放送されたバラエティ番組「アイドルドラマ工作団」で共演したこともある。
その他にも女優のイ・ダヒ、OH MY GIRLのユア、元I.O.Iのソミ、元IZ*ONEのチェヨンとウンビ、GFRIENDのシンビ、TWICEのダヒョン、APINKのチョロンとボミ、LOVELYZのイェイン、韓国ドラマOST歌姫のパンチ、歌手のポール・キム、FTISLANDのイ・ホンギなどと親しい。

## 作品

### デジタルシングル
| No  | タイトル                | 収録曲                                                            |
| --- | ----------------------- | ----------------------------------------------------------------- |
| 1st | 낯선날 （2020年2月4日） | 1. 낯선날 (Weird Day) (Feat. Punch) 2. 낯선날 (Weird Day) (Inst.) |

### シングルアルバム
| No  | タイトル                                       | 収録曲                                                                                                |
| --- | ---------------------------------------------- | --- |
| 1st | SELFISH （2018年5月23日）                      | 1. In my room 2. SELFISH（Feat. スルギ of Red Velvet） 3. 구차해（Love & Hate/窮屈で）(Acoustic Ver.) |
| 2nd | C.I.T.T (Cheese in the Trap) （2022年4月28日） | 1. C.I.T.T (Cheese in the Trap) 2. 반달 (My Moon)                                                     |

### ミニアルバム
| No     | タイトル                                | 収録曲 |
| ------ | --------------------------------------- | --- |
| 1st    | Dark Side of the Moon （2020年2月14日） | 1. 달이 태양을 가릴 때 (Eclipse) 2. mirror 3. ILJIDO 4. MOON MOVIE 5. 낯선날 (Weird Day) (Feat. Punch) 6. 눈 (Snow)                                                                              |
| 1st Re | 門OON : REPACKAGE （2020年5月29日）     | 1. Intro : 우린 어느 별에서 떨어져 둘이 됐을까?（Satellite/私たちはどの星から離れて2人になったのだろうか?） 2. 부재 (Absence) 3. 부재 (Absence) (Inst.)                                          |
| 2nd    | 6equence （2022年1月19日）              | 1. Intro : SYNOPSIS 2. G999 (Feat. 미란이) 3. 머리에서 발끝까지(Shutdown) (Feat. Seori) 4. LUNATIC 5. 너만 들었으면 좋겠다 (For Me) 6. 내가 뭘 어쩌겠니? (ddu ddu ddu) 7. LUNATIC (English Ver.) |